# Oratorio di San Lorenzo all'alpe Seccio
L'oratorio di San Lorenzo all'alpe Seccio nel comune di Boccioleto,  a 1380 m s.l.m., raggiungibile solo con una mulattiera che si snoda tra i boschi di faggi fino a raggiungere i pascoli dell'alpeggio, domina la Val Cavaione, una valle laterale della Val Sermenza. Custodisce al suo interno un vasto ciclo di affreschi, eseguito da un ignoto pittore verso la metà del XV secolo.

## Storia
L'oratorio è messo in relazione ad antiche tradizioni che parlano della presenza all'alpe Seccio di alcuni vescovi novaresi, a cominciare da Agabio ( morto nel 440) che vi avrebbe istituito il primo altare della val Sermenza; poi vi avrebbe trovato rifugio il vescovo Pascenzio. Nulla di questo ha fondamento storico. Il primo documento sull'abitato risale al 1420, quando la denominazione "Comune Secij" compare ad indicare il confine di alcuni alpeggi posseduti dalla diocesi di Novara in Val d'Egua.

Altri documenti attestano come il villaggio sino alla fine del XVII secolo fosse abitato tutto l'anno, per diventare poi solo un alpeggio con baite raggiunte nel periodo estivo. Dunque l'attuale oratorio rappresentava sino a quel tempo il luogo di culto di una comunità, affiancato dal suo cimitero. Oltre la messa vi si celebravano anche i matrimoni, come attesta il vandalico graffito inciso sul mantello della Madonna nel riquadro della Crocifissione: francescho à sposato tredezina 1544 die 20 Ianrii.
L'oratorio - che misura 9,8 m di lunghezza (abside compresa) per 4,7 m di larghezza - presenta all'esterno le sobrie fattezze di una costruzione di montagna, mentre la ricca decorazione pittorica interna testimonia la rilevanza e l'attaccamento alla fede della comunità che abitava un tempo nel villaggio alpino di Seccio. Nessun documento consente di risalire con precisione alla fondazione dell'oratorio per come esso si presenta oggi; un'iscrizione presente all'interno della navata, sopra la porta laterale, attesta come la consacrazione dell'edificio sia avvenuta il 24 aprile 1446.
L'oratorio di San Lorenzo è rimasto nei secoli caro alla devozione popolare e meta di celebrazioni e processioni. Nei primi decenni del XVIII secolo la parete sud venne sfondata, sacrificando più di metà del grande affresco dell'Ultima cena, per far posto ad un'ampia cappella dedicata a San Grato (cappella che conserva oggi sull'altare una pala con Vergine e Santi di scuola orgiazziana.
- Esterno della chiesa (muro nord):
  - San Cristoforo
  - Ruota della fortuna
- Arco trionfale:
  - Annunciazione
  - San Giovanni Battista
  - San Gregorio Magno
- Abside:
  - Cristo pantocratore con i simboli del Tetramorfo (nel catino absidale)
  - L'imperatore Valeriano ordina a San Lorenzo di consegnare il tesoro della chiesa
  - San Lorenzo
  - Martirio di San Lorenzo
- Altare:
  - Cristo in pietà
- Parete nord:
  - Santa Caterina di Alessandria
  - Sant'Anna Metterza
  - Sant'Antonio abate
  - Santa Apollonia e San Lazzaro (sopra la porta laterale)
  - San Marco
  - Crocifissione
- Parete sud:
  - Ultima cena (dipinto mutilato sulla destra dalla apertura della cappella di San Grato)
  - San Bernardo di Aosta
  - San Nicola

## Gli affreschi

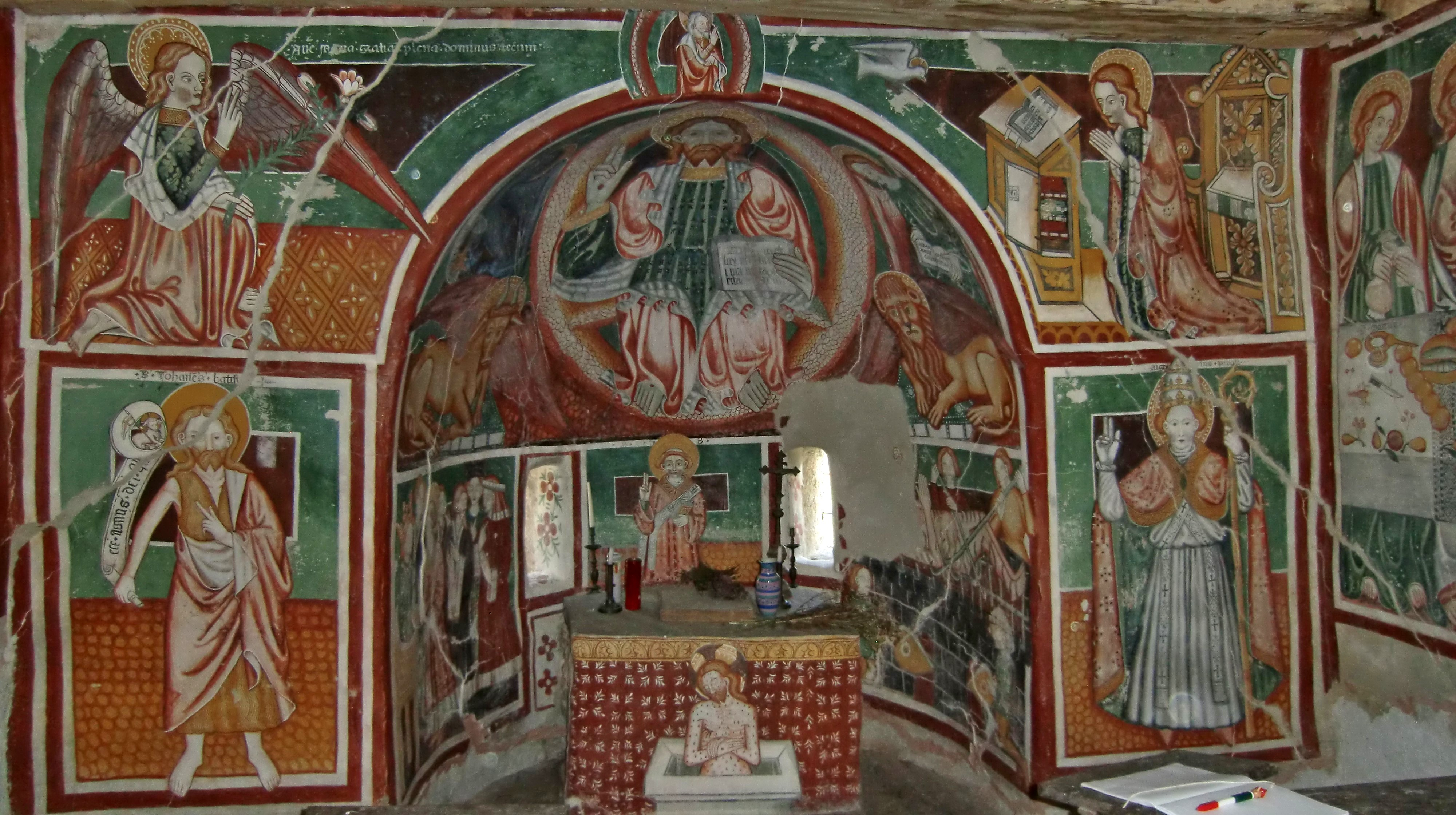
Johannes Andreas, affreschi dell'arco trionfale e dell'abside, 1446

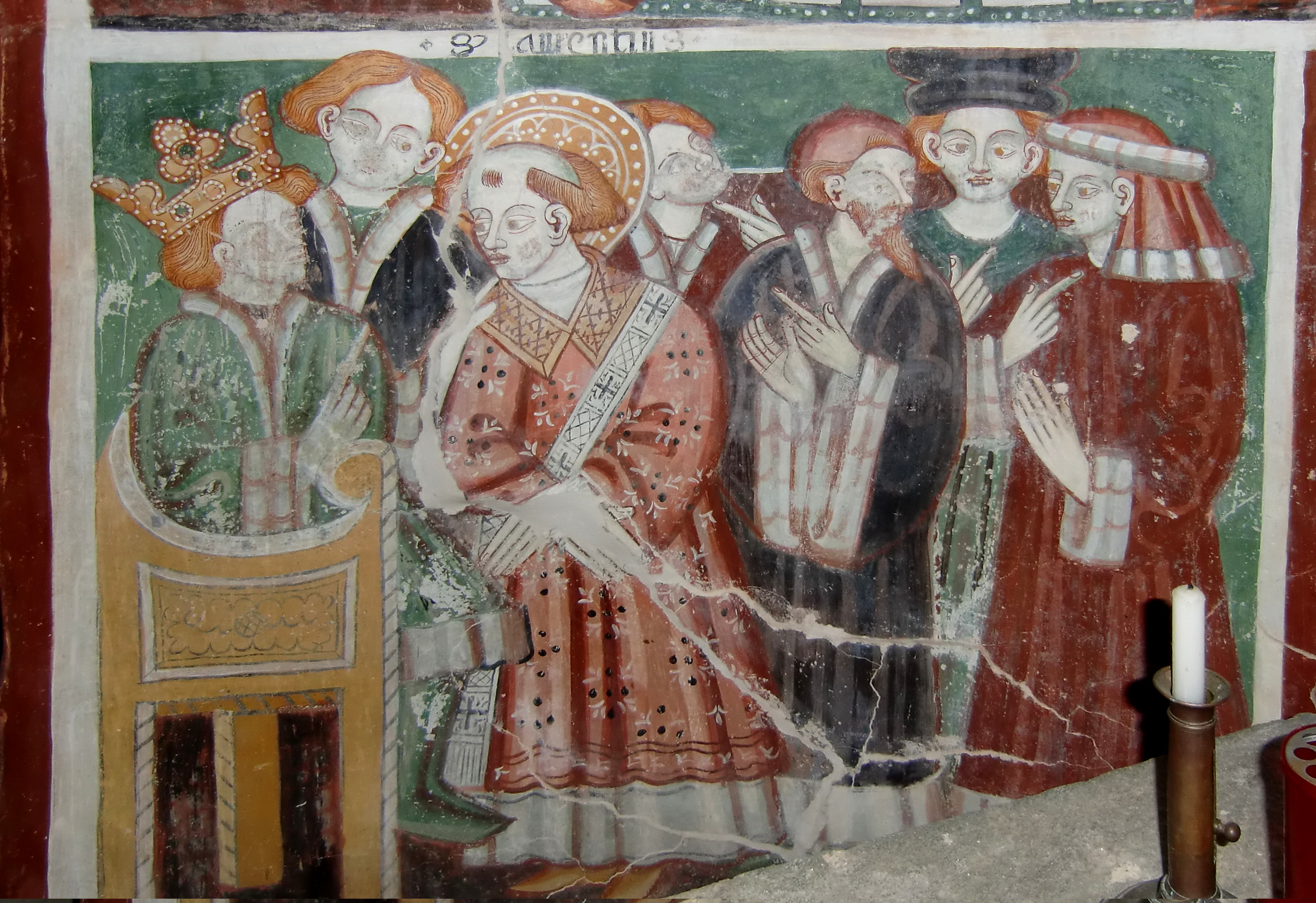
L'imperatore Valeriano ordina a San Lorenzo di consegnare il tesoro della chiesa

L'oratorio di San Lorenzo al Seccio presenta uno specifico interesse per la sua ampia decorazione pittorica. All'esterno dell'edificio, sul muro nord, sono ancora leggibili tracce di affreschi: una grande raffigurazione di San Cristoforo (usanza all'epoca molto diffusa, stante la credenza che chi avesse visto, anche da lontano, l'immagine del santo non avrebbe subito nella giornata incidenti mortali) e una Ruota della Fortuna, rappresentazione profana che simboleggia l'imprevedibilità delle vicende umane.
All'interno dell'oratorio troviamo un ciclo di affreschi che ricopre interamente l'arco trionfale, l'abside e le due pareti laterali, fatto veramente notevole se si considera la collocazione impervia dell'edificio e l'esiguità della comunità che doveva abitare nelle baite vicine.
 
Una trascrizione seicentesca dell'iscrizione originaria posta sulla parete nord tra le figure dei santi Apollonia e Lazzaro (oggi ricoperta da altra iscrizione) indica in tal "Johannes Andreas" l'autore degli affreschi, nome che attualmente non consente una identificazione più precisa dell'artista. La datazione degli affreschi deve verosimilmente collocarsi all'altezza degli anni della consacrazione della chiesa (1446).
Il restauro eseguito nel 2000 ha restituito agli affreschi la loro cromia luminosa che meglio evidenzia lo sforzo compiuto dal pittore di adeguarsi ai modelli del gotico internazionale. Tale sforzo è particolarmente evidente nella scena de L'imperatore Valeriano ordina a San Lorenzo di consegnare il tesoro della chiesa come mostra il movimento delle figure che dialogano tra loro, la ricchezza degli abiti, ed il tentativo di metterne in risalto gli incarnati. Altre parti del ciclo sono maggiormente legate ai canoni di una pittura di carattere devozionale, preoccupata di mettere in scena le icone dei santi, ieraticamente disposte nei diversi riquadri, alle quali doveva rivolgersi la fede popolare, rese riconoscibili dai tradizionali attributi iconografici. Nella teoria di santi posta sulla parete nord, troviamo ad esempio una Santa Caterina di Alessandria che tiene vezzosamente in mano una minuscola ruota, un massiccio Sant'Antonio abate con accanto un maialino veramente minuscolo ed un San Marco non riconoscibile diversamente che per un microscopico leoncino dipinto sul libro che egli tiene in mano. Interessante, sulla stessa parete, l'inconsueta raffigurazione della Sant'Anna Metterza finalizzata a sottolineare l'importanza della santa (che deve essere messa per terza nella gerarchia della famiglia divina).
La costruzione settecentesca delle cappella di San Grato ha più che dimezzato il grande affresco che occupava quasi l'intera parete sud. Si sono solamente conservate le immagini degli apostoli Matteo, Mattia, Pietro, Bartolomeo e (parzialmente) Giuda.
Le figure degli apostoli appaiono molto rigide, poste in piedi di fronte al desco, valendosi di una rappresentazione alquanto arcaica che rinuncia ad una qualsiasi idea di prospettiva a vantaggio ad una raffigurazione frontale del piano della tavola, in modo da sottolineare la varietà dei cibi che la imbandiscono.

## Galleria d'immagini

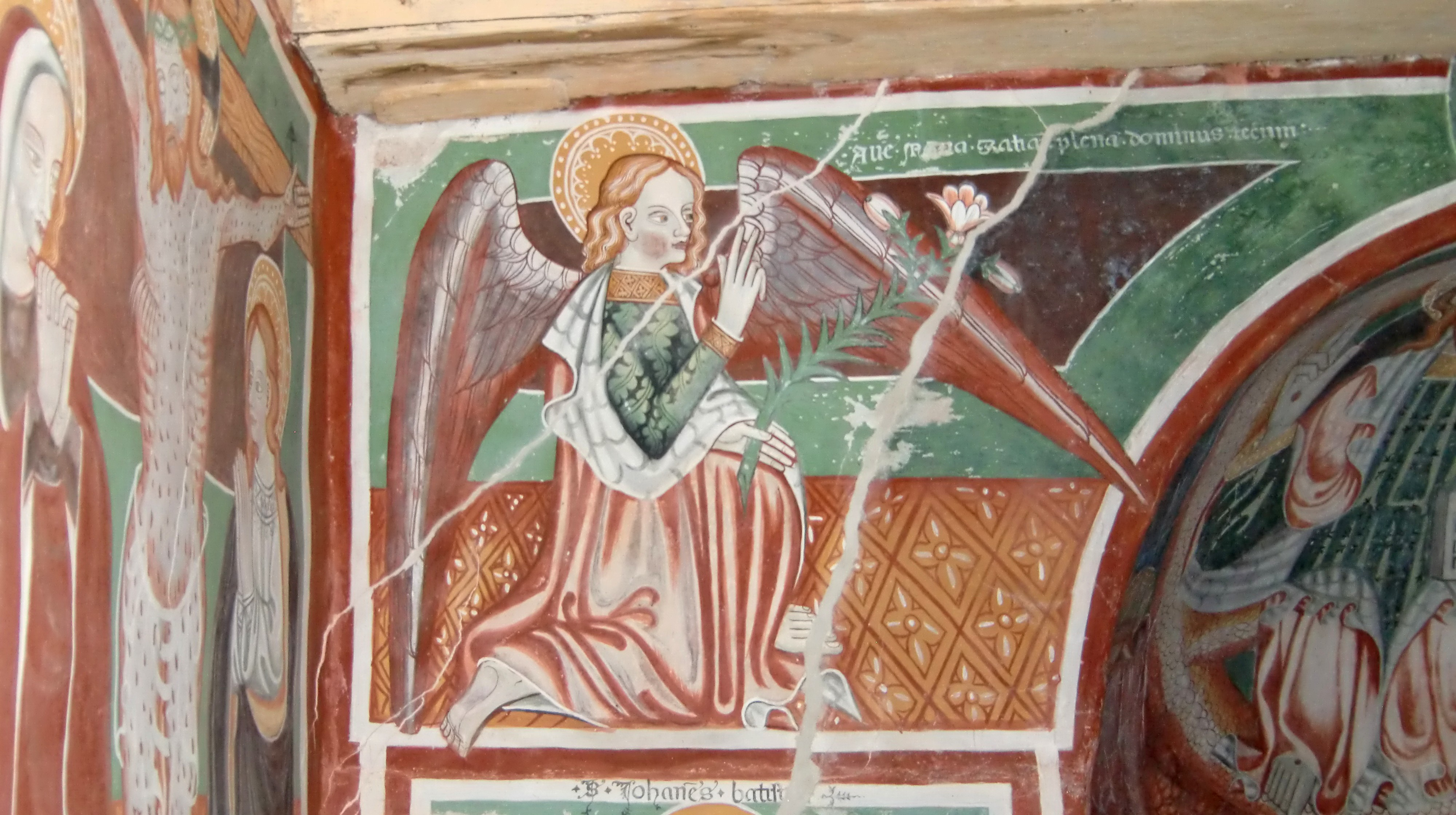
Angelo annunciante
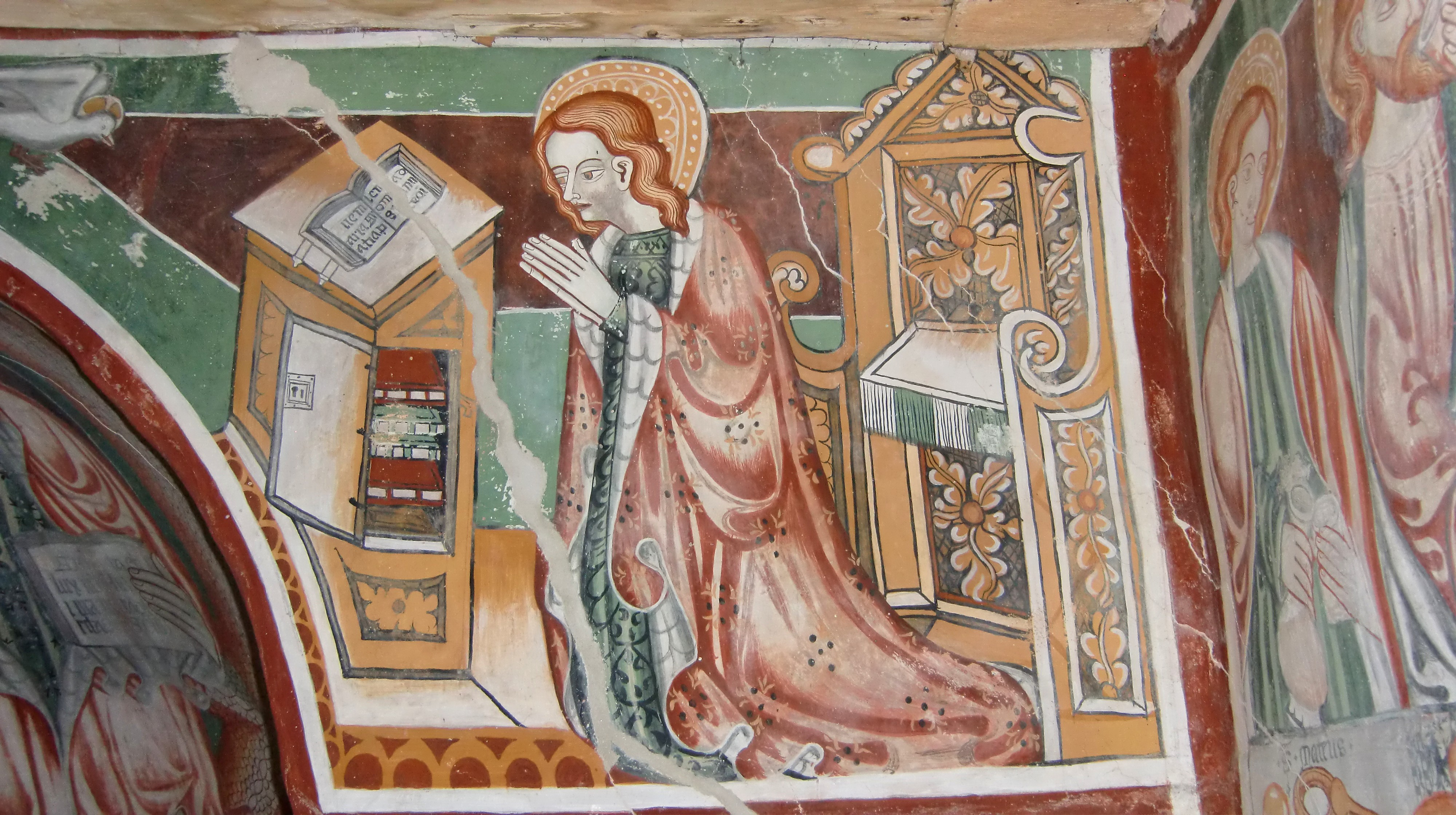
Vergine annunciata
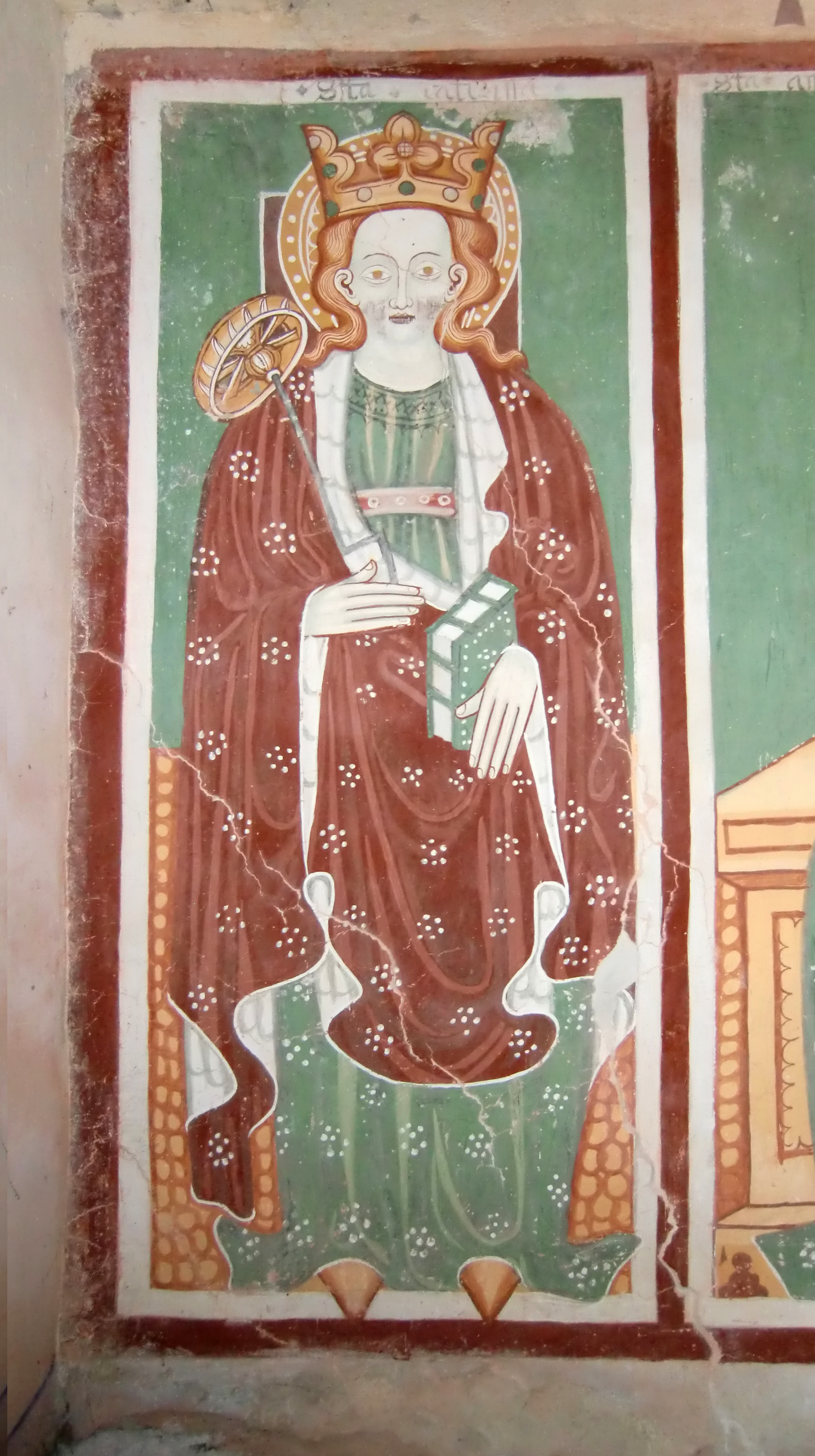
Santa Caterina di Alessandria
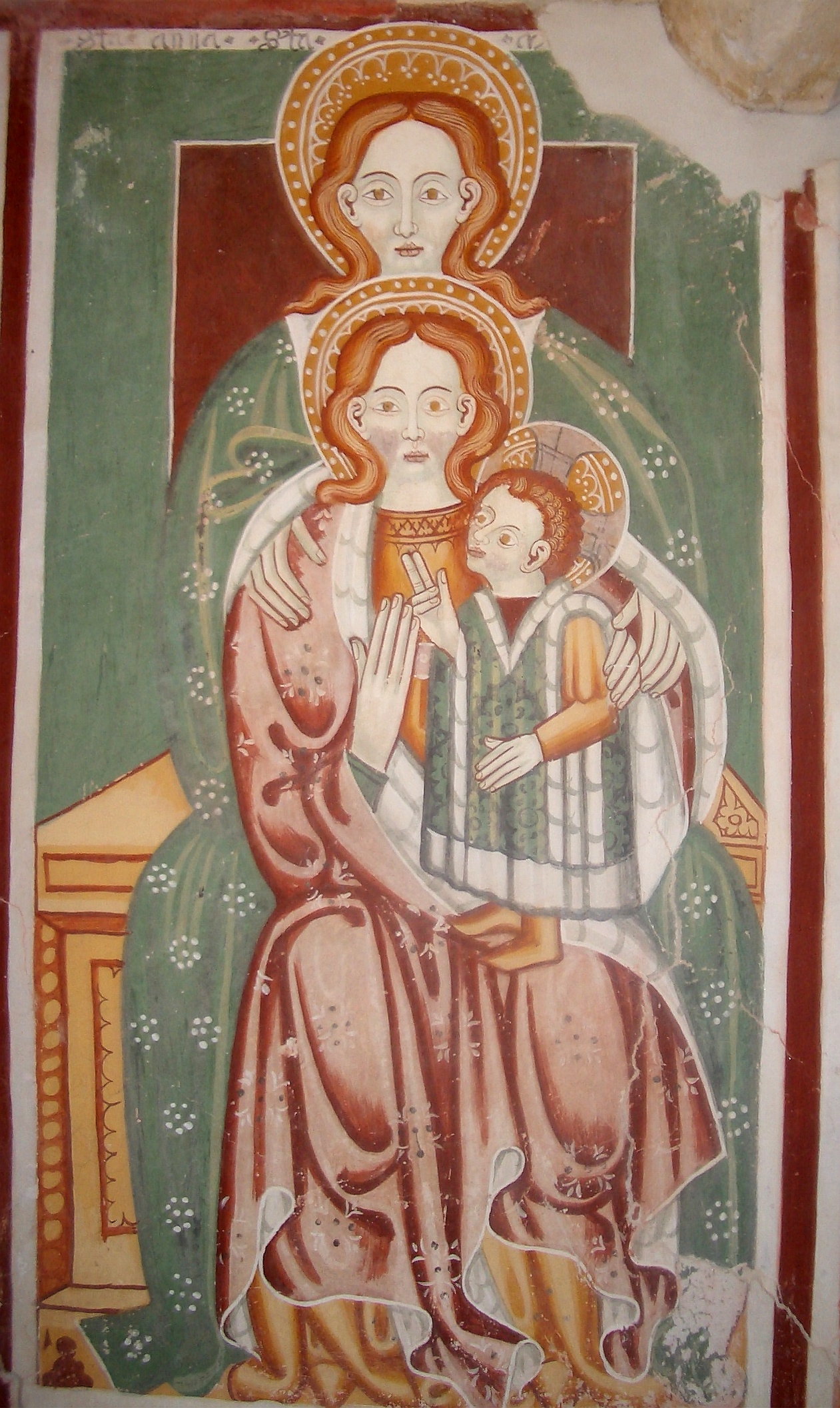
Sant'Anna Metterza
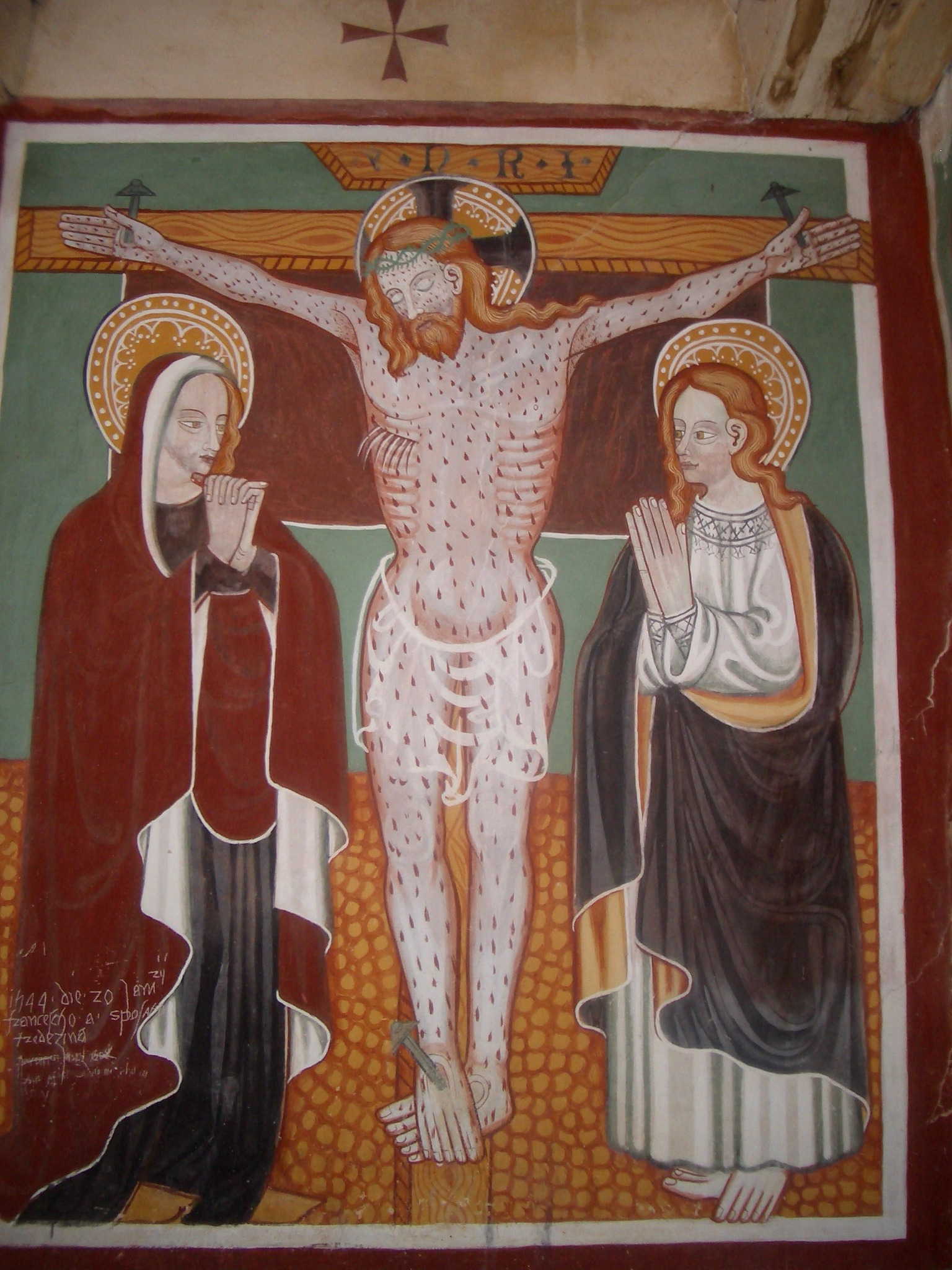
Crocifissione
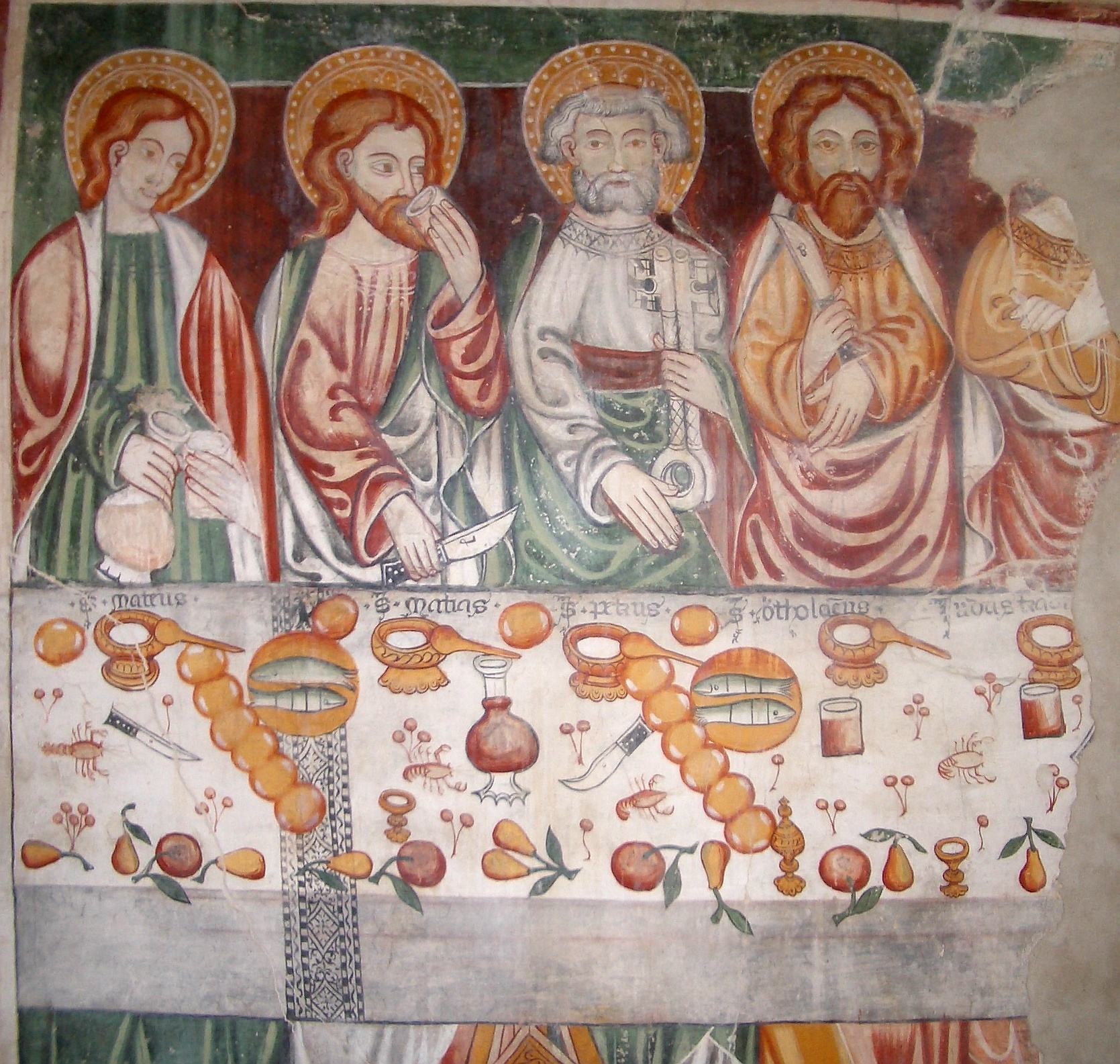
Ultima cena (particolare)